# Аманда Шайрс
Ама́нда Шайрс (англ. Amanda Rose Shires; нар. 5 березня 1982) — американська співачка, авторка пісень та скрипалька. Випустила сім сольних альбомів, починаючи з 2005 року, найуспішнішим з яких став останній з них «Take It Like a Man», що вийшов у 2022 році. У 2019 році вона заснувала супергрупу кантрі-музики під назвою «The Highwomen» разом із Бренді Карлайл, Марен Морріс та Наталі Гембі, а також виступала як учасниця гуртів «Texas Playboys», «Thrift Store Cowboys» та «Jason Isbell & the 400 Unit» та в дуеті з Родом Пікоттом.
Разом із Джейсоном Ісбеллом та «400 Unit» Шайрс отримала Греммі за найкращий американа-альбом за студійний альбом 2017 року «The Nashville Sound».

## Ранні роки
Після розлучення батьків дитинство Аманди Шайрс було розділене між техаськими містами Лаббок і Мінерал-Веллс. Її мати — медсестра на пенсії. Вона захоплювалась верховою їздою і також брала участь у бочкових перегонах у родео. Її батько — власник гуртового розсадника в Мінерал-Веллс та має хобі — пошук золота на Алясці. She is distantly related to noted photographer Erica Shires, who produced the video for the song «Swimmer».
У віці 10 років Аманда була зі своїм батьком, коли він купував мисливське спорядження в ломбарді у Мінерал-Веллсі. Там вона побачила у продажу недорогу скрипку китайського виробництва, і батько погодився купити її за умови, що вона навчиться на ній грати. Їй знадобився деякий час, щоб добре навчитися грати; зазвичай вона тренувалася на вулиці, тому що її собака мала звичку завивати, коли вона грала. Коли їй було 12 років, вона почала брати уроки гри на скрипці в Лаббоку у Ленні Філа, який був знайомий з Френкі Маккортером з «Texas Playboys». Потім вона почала вчитися грати на скрипці у Маккортера, а пізніше її стали запрошувати грати на концертах його гурту. У віці 15 років вона приєдналася до «Texas Playboys», колишньої групи підтримки легенди вестерн-свінгу Боба Віллса.

## Музична кар'єра

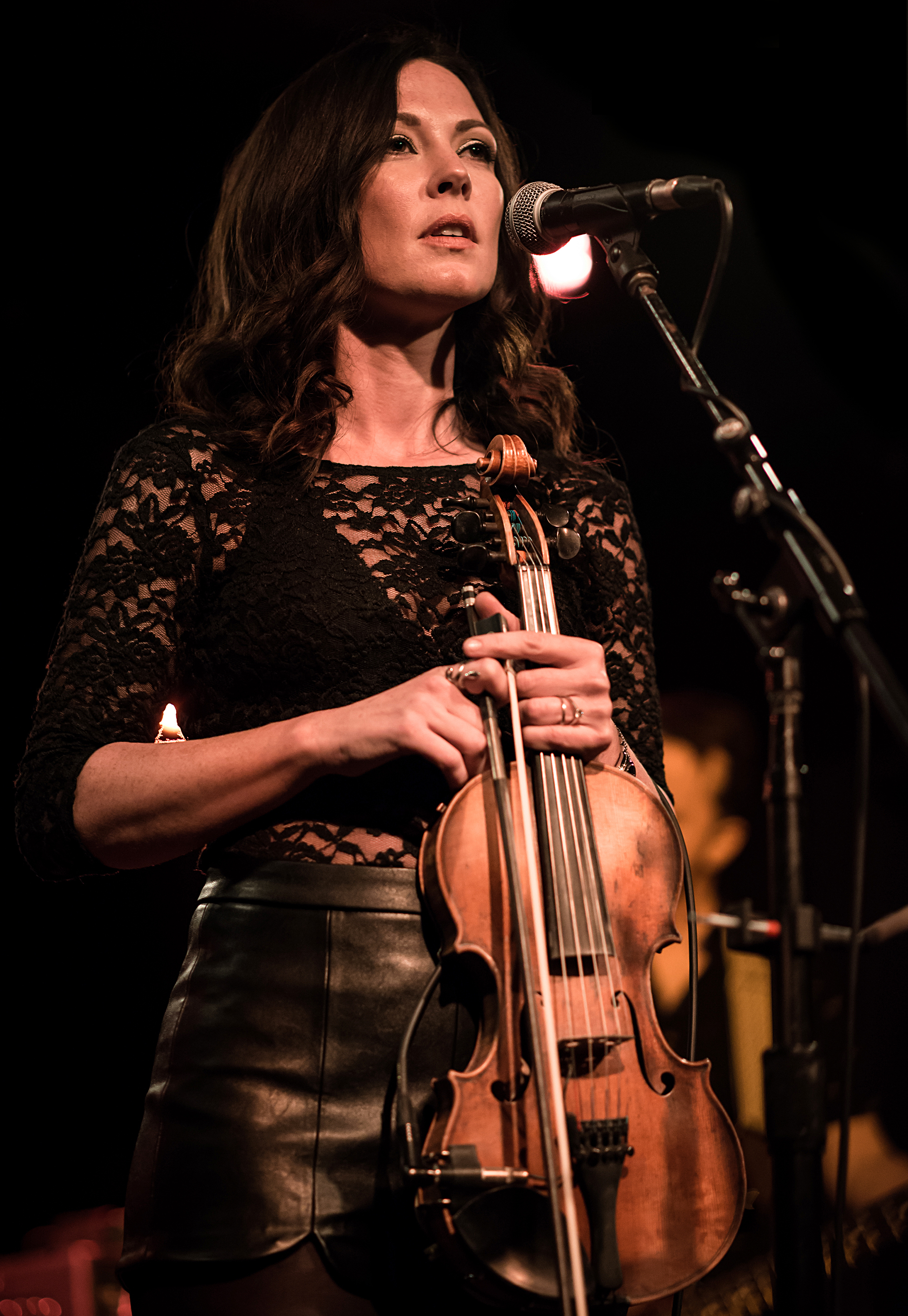
Виступ Аманди Шайрс у 2016 році

У 2005 році Шайрс випустила свій перший сольний здебільшого інструментальний альбом «Being Brave». Чотири роки по тому, переїхавши до Нашвілла, вона випустила альбом «West Cross Timbers» і в тому ж році альбом «Sew Your Heart with Wires» у співпраці з Родом Пікоттом. Її наступний сольний альбом «Carrying Lightning» був випущений у 2011 році, а потім «Down Fell The Doves» у серпні 2013 року та «My Piece of Land» у вересні 2016 року. Останній став проривом Шайрс, отримавши номінацію від Americana Music Association.
З 2006 року вона багато гастролювала з Пікоттом. Вона також виступала та записувалася з «Jason Isbell & the 400 Unit», DeVotchKa, Крісом Айзеком, «Thrift Store Cowboys», Тоддом Снайдером та  Джастіном Таунсом Ерлом.
У 2011 році вона з'явилася у фільмі «Я йду – не плач» як одна з музикантів, що акомпанували співачці Келлі Кентер, котру зіграла Гвінет Пелтроу.
У 2011 році Шайрс почала відвідувати Сьюані: Університет Півдня, невеликий гуманітарний університет у Сьюані. У 2017 році вона здобула ступінь магістра витончених мистецтв з поезії.
У 2012 році журнал «Texas Music» назвав Аманду Шайрс артистом року, опублікувавши її фото на своїй обкладинці.
Шайрс отримала нагороду Emerging Artist of the Year Award на Americana Music Honors & Awards у 2017. У 2017 році вона підтримувала Джона Прайна у його всесвітньому турі разом із Джейсоном Ісбеллом на певні дати. У 2018 році Аманда Шайрс оголосила, що працює над новим альбомом «To The Sunset», який вийшов 3 серпня 2018 року і, який, як і «My Piece of Land», був продюсований Дейвом Коббом. Як учасниця гурту «400 Unit», Шайрс була нагороджена Grammy Award for Best Americana Album за альбом «The Nashville Sound». Шайрс брала участь у альбомі Джона Прайна «The Tree of Forgiveness» (2018).
У 2019 році Шайрс сформувала кантрі-гурт «The Highwomen» разом із Бренді Карлайл, Наталі Гембі та Марен Морріс. «Redesigning Women» був першим синглом із дебютного альбому «The Highwomen», випущеного 6 вересня 2019 року. Після святкового альбому 2021 року «For Christmas» Шайрс випустила 26 липня 2022 свій сьомий сольний альбом «Take It Like a Man».

## Музичний стиль
Девід Менконі з журналу «Spin» сказав, що Аманда Шайрс "співає «…як прикута до землі Еммілу Гарріс», а її вокал порівнюють із Доллі Партон. Образи у написаних нею піснях порівнювали з образами Тома Вейтса. Хоча її основним інструментом є скрипка, вона також грає на укулеле.

## Особисте життя
Шайрс почала зустрічатися з колегою-музикантом Джейсоном Ісбеллом у 2011 році. Одружилася 23 лютого 2013 року і народила першу дитину 1 вересня 2015.. Раніше вона була у стосунках зі співаком Родом Пікоттом.

## Дискографія

### Сольні альбоми
- Being Brave (2005)
- West Cross Timbers (2009)
- Carrying Lightning (2011)
- Down Fell the Doves (2013)
- My Piece of Land (2016)
- To the Sunset (2018)
- For Christmas (2021)
- Take It Like a Man[en] (2022)

### Спільно з Родом Пікоттом
- Sew Your Heart with Wires (2009)

### Спільно з Джейсоном Ісбеллом
- Here We Rest (2011)
- Southeastern (2013)
- Something More Than Free (2015)
- Sea Songs (2015 single)
- "If I Needed You" - у Gentle Giants: The Songs of Don Williams (2017)
- The Nashville Sound (2017)
- Reunions (2020)
- Georgia Blue (2021)
- Weathervanes (2023)

### Спільно з «Highwomen»
- The Highwomen[en] (2019)

### Спільно з Боббі Нельсон
- Loving You (2023)

### Участь в інших проектах
- Sweeten the Distance (2011) — Ніл Касаль[en]
- Nothing's Gonna Change the Way You Feel About Me Now —  Джастін Таунс Ерл[en]
- Light Fighter — «Thrift Store Cowboys[en]»
- Welding Burns — Род Пікотт[en]
- Agnostic Hymns & Stoner Fables — Тодд Снайдер[en]
- Oh Be Joyful — «Shovels & Rope[en]»
- Mutt — Корі Бранан[en]
- Burn. Flicker. Die. — «American Aquarium[en]»[28]
- I Can't Love You Any Less — альбом «High Cotton: Tribute to Alabama» (2013)
- For Better, or Worse[en] — Джон Прайн[en] (2016)
- Adios — Cory Branan (2017)
- Accomplice One — Томмі Еммануель (2018)
- Tree of Forgiveness — John Prine (2018)
- Find a Light — «Blackberry Smoke[en]» (2018)
- What You See Is What You Get — Люк Комбс[en] (скрипка у пісні «Without You»).
- Where the Light Goes — «Matchbox Twenty» (2023)

## Нагороди та номінації
| Рік  | Асоціація                       | Категорія                       | Номінований твір/виконавець | Результат |
| ---- | ------------------------------- | ------------------------------- | --------------------------- | --------- |
| 2017 | Americana Music Honors & Awards | Emerging Artist of the Year     | Amanda Shires               | Перемога  |
| 2018 | Grammy Awards                   | Best Americana Album            | The Nashville Sound         | Перемога  |
| 2018 | UK Americana Awards             | International Album of the Year | The Nashville Sound         | Перемога  |
| 2018 | Americana Music Honors & Awards | Duo/Group of the Year           | Jason Isbell & the 400 Unit | Перемога  |
| 2019 | Americana Music Honors & Awards | Album of the Year               | To the Sunset               | Номінація |
| 2020 | Academy of Country Music Awards | Group of the Year               | The Highwomen               | Номінація |
| 2020 | CMT Awards                      | Group Video of the Year         | «Crowded Table»             | Номінація |

Пісня «When you Need a Train It Never Comes» з альбому Carrying Lightning була визнана журналом «American Songwriter» п'ятою у списку найкращих пісень 2011 року.